# Jost Gippert

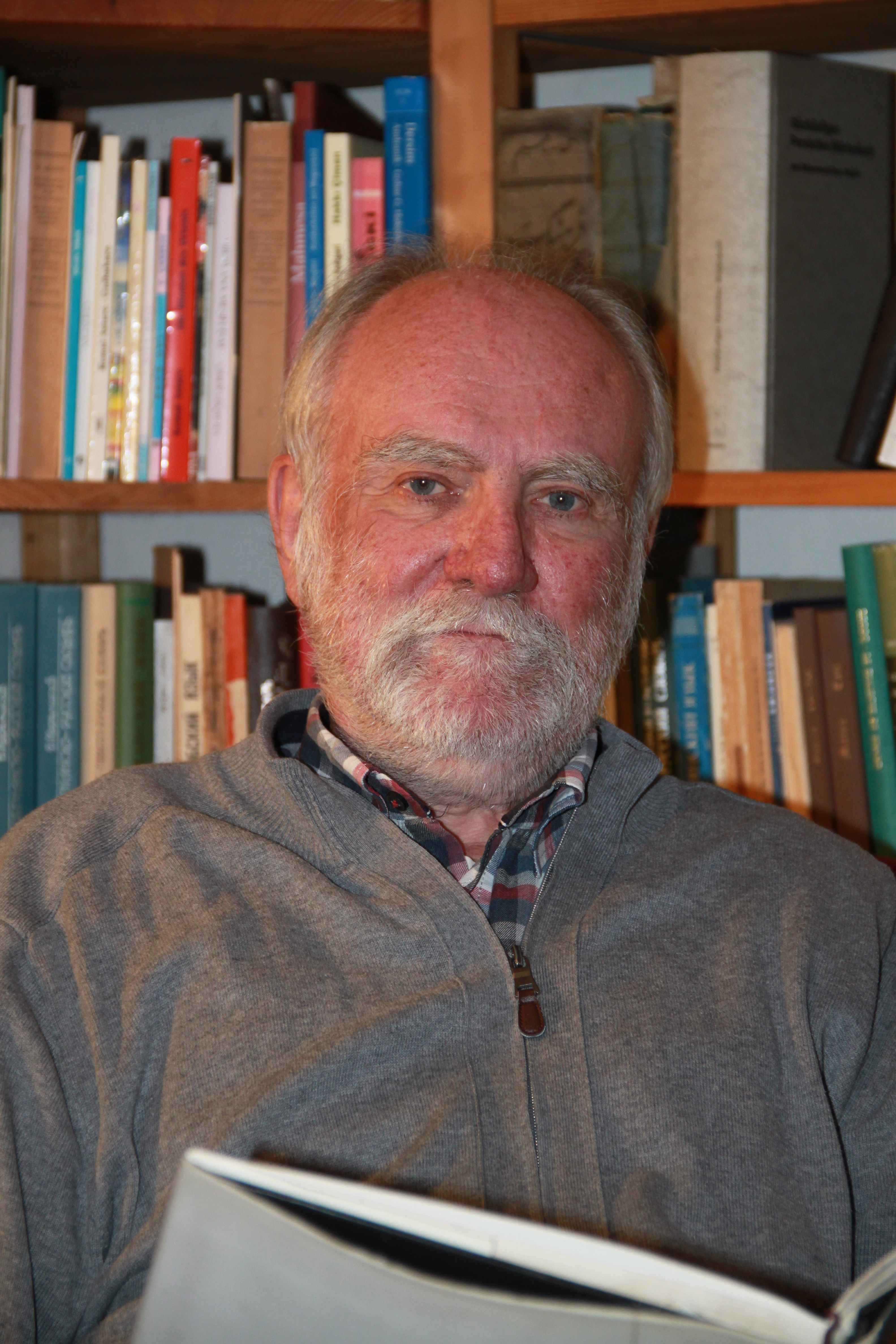
Jost Gippert

Jost Gippert (/ˈjoːst ˈgɪpʰɐt/; ur. 12 marca 1956 w Winz-Niederwenigern, obecnie Hattingen, Niemcy) – niemiecki lingwista, kaukazolog, autor oraz profesor lingwistyki porównawczej w Instytucie Lingwistyki Stosowanej na Uniwersytecie J.W. Goethego we Frankfurcie nad Menem.

## Życiorys

Bernard Outtier, Jost Gippert, Winfried Boeder

W 1972 roku ukończył Leibniz-Gymnasium w Essen w Niemczech. W latach 1972–1977 studiował lingwistykę porównawczą, indologię, japonistykę i sinologię na Uniwersytecie w Marburgu oraz na Wolnym Uniwersytecie Berlińskim. W 1977 roku otrzymał tytuł doktora za swoją pracę na temat składni bezokoliczników w językach indoeuropejskich. W latach 1977–1990 był pracownikiem naukowym i prowadził wykłady na Uniwersytetach w Berlinie, Wiedniu oraz Salzburgu. W 1991 roku otrzymał habilitację na Uniwersytecie Ottona i Fryderyka w Bambergu za swoją pracę na temat irańskich zapożyczeń w języku armeńskim i gruzińskim. Zajmował się wtedy orientalną lingwistyką matematyczną.
Od 1994 roku Gippert wykłada lingwistykę porównawczą na Uniwersytecie J.W. Goethego we Frankfurcie nad Menem. Od 1996 roku jest członkiem Akademii Nauk Gelati (Gruzja), a od 2007 roku również katedry „Język” na Berlińsko-Brandenburskiej Akademii Nauk.
W 1997 roku otrzymał tytuł Profesora Honorowego na Uniwersytecie Sulkhan Saba Orbeliani w Tbilisi. W 2009 roku został uhonorowany tytułem Doktora Honoris Causa na Uniwersytecie Ivane Javakhishvili również w Tbilisi, natomiast w 2013 roku ten sam tytuł przyznano mu na Uniwersytecie Shota Rustaveli w Batumi.
Odkąd został profesorem lingwistyki porównawczej, spora część jego badań skupiona jest na językach indoeuropejskich, ich historii, etymologii, jak również na ogólnej językowej typologii, a w szczególności na nauce o językach kaukaskich. Dzięki jego poświęceniu się nauce o językach kaukaskich, wiele międzynarodowych badań zostało wszczętych w tej dziedzinie pod jego nadzorem. Jego badania skupiają się na językoznawstwie diachronicznym, typologii językowej, elektronicznych korpusach tekstowych, multimedialnej dokumentacji języków oraz elektronicznej analizie manuskryptów.

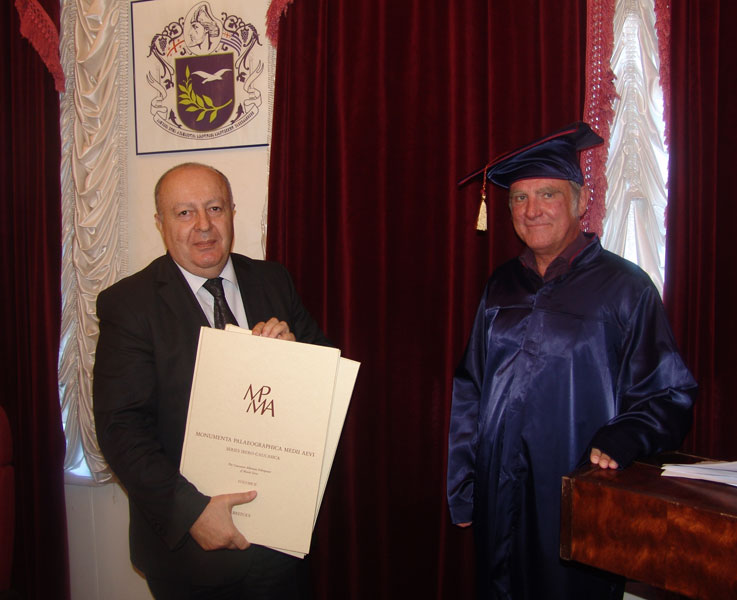
Jost Gippert, Uniwersytet w Batumi, 2013

## Humanistyka cyfrowa

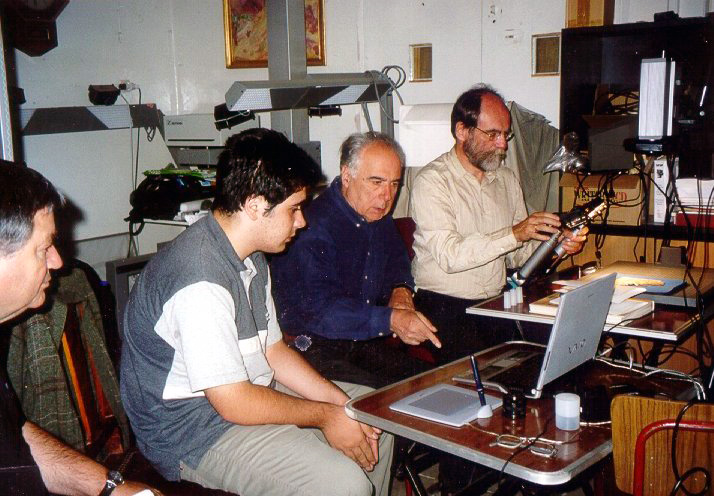
Palimpsest research on Mount Sinai

### TITUS, ARMAZI, GNC i LOEWE
Gippert jest założycielem i liderem projektu TITUS. Od początku powstania (1987) jego celem była pełna cyfrowa dostępność pisemnie spisanych materiałów dotyczących różnych indoeuropejskich i przyległych do nich języków. W 1999 roku rozpoczął projekt ARMAZI (Kultura i języki kaukaskie: elektroniczna dokumentacja), którego celem było zebranie obszernej kolekcji materiałów dotyczących języków kaukaskich. Dzięki temu projektowi powstał Gruziński Narodowy Korpus (GNC). Od 2010 roku Gippert jest przewodniczącym „Centrum Humanistyki Cyfrowej Hesji: Zintegrowane Przetwarzanie i Analiza Tekstowych Korpusów”. Centrum to jest współpracą pomiędzy Uniwersytetem J.W. Goethego we Frankfurcie a Uniwersytecie Technicznym w Darmstadt z dodatkowym wsparciem ze strony Muzeum Goethego we Frankfurcie.

### Elektroniczna analiza manuskryptów
W latach 90. Gippert zajął się orientalnymi manuskryptami, pracując nad projektami, których zadaniem było utworzenie do nich cyfrowego dostępu, np. do manuskryptów tocharskich z berlińskiej kolekcji Turfan. Co więcej, zredagował prace, w których zawarł palimpsesty znalezione na górze Synaj. W 2009 roku był wizytatorem w grupie badawczej „Manuscript Cultures” na Uniwersytecie w Hamburgu. W lecie 2013 ponownie odwiedził Uniwersytet w Hamburgu, jako stypendysta Petra Kappert, uczestnicząc w tworzeniu „Encyclopedia of Manuscript Cultures” oraz podręcznika „Comparative Oriental Manuscript Studies”.

## Aktywności

### Wybrane projekty
- 1995-1998 (DFG): Avesta i Rigveda: Analiza Elektroniczna
- 1995-1999 (INTAS): Gruziński System Werbalny
- 1999-2002 (Fundacja Volkswagen, EUR 117,900): Języki i Kultura Kaukaska: Dokumentacja Elektroniczna
- od roku 2000 (DFG): Absolwent szkoły „Rodzaje Klauzul: Różnice i Interpretacja”
- 2002-2006 (Fundacja Volkswagen, EUR 167,800): Zagrożone Języki Kaukaskie w Gruzji
- 2003-2007 (Fundacja Volkswagen): Palimpsesty Pochodzenia Kaukaskiego
- 2005-2009 (INTAS): Gruzińskie Ewangelie
- 2005-2007 (Fundacja Volkswagen, EUR 189,000): Sytuacja Językowa we Współczesnej Gruzji
- 2008-2014 (DFG, EUR 240,000): Old German Reference Corpus
- od roku 2008 (BMBF): Infrastruktura Zasobów Języka Niemieckiego
- 2009 (Fundacja Volkswagen, EUR 400,000): Aché Documentation Project
- od roku 2009 (DFG/NEH, EUR 96,000): RELISH (Rendering Endangered Languages Lexicons Interoperable Through Standards Harmonization)
- od roku 2009 (Fundacja Volkswagen): Gruziński Palimpsest
- 2010 (Google Inc., US$49,600): Corpus Caucasicum
- od roku 2011 (HMWK, EUR 3,792,000): LOEWE Research Unit „Humanistyka Cyfrowa –Zintegrowane Przetwarzanie i Analiza Tekstowych Korpusów”
- od roku 2011 (Fundacja Volkswagen, EUR 299,600): Khinalug Documentation Project
- od roku 2011 (DFG): Relative Clauses in a Typological View
- od roku 2012 (Fundacja Volkswagen, EUR 390,400): Gruziński Narodowy Korpus

## Wybrane publikacje
- 1977: The syntax of infinitival formations in the Indo-European languages. (Europäische Hochschulschriften, 21/3), 360 pp.; Frankfurt, Bern, Las Vegas: Lang 1978. Dissertation
- 1990: Iranica Armeno-Iberica. A study of Iranian loan words in Armenian and Georgian, 451 + 389 pp.; Vienna: Austrian Academy of Sciences 1993. Inaugural dissertation.
- 2007: Gippert, Jost / Sarjveladze, Zurab / Kajaia, Lamara: The Old Georgian Palimpsest Codex Vindobonensis georgicus 2, edited by Jost Gippert in co-operation with Zurab Sarjveladze and Lamara Kajaia, 368 pp.; Turnhout: Brepols 2007.
- 2008: Gippert, Jost / Schulze, Wolfgang / Aleksidze, Zaza / Mahé, Jean-Pierre: The Caucasian Albanian Palimpsests of Mount Sinai, 2 vols., XXIV + 530 pp.; Turnhout: Brepols 2009.
- 2010: Gippert, Jost / Schulze, Wolfgang / Aleksidze, Zaza / Mahé, Jean-Pierre: The Caucasian Albanian Palimpsests of Mount Sinai. Vol. III: The Armenian Layer, edited by Jost Gippert., 220 pp.; Turnhout: Brepols 2010.

## Nagrody i odznaczenia
W 2016 roku otrzymał Nagrodę im. św. Grzegorza Peradze.